# Морис (роман)
«Морис» (англ. Maurice) — роман Эдварда Моргана Форстера: история осознания и принятия своей гомосексуальности молодым человеком рубежа XIX и XX веков. Из-за существовавшего табу на темы однополой любви роман, написанный в 1913-1914 годах, опубликован был лишь в 1971 году, после смерти автора.
Идея романа родилась у Форстера во время его визита в 1912 году к своему другу Эдварду Карпентеру в Дербишир. Прообразом любовных отношений между хорошо образованным Морисом Холлом (представитель верхушки среднего класса) и помощником егеря  Алеком Скадером стали отношения Карпентера с Джорджем Меррилом: они познакомились в 1891 году и, несмотря на разделявшую их социальную пропасть, прожили вместе вплоть до смерти Меррила в 1928 году.
Сюжет романа «Морис» лёг в основу одноимённого фильма, снятого режиссёром Джеймсом Айвори в 1987 году, а также спектакля, поставленного в 1998 году. На русском языке роман издавался дважды, оба раза в 2000 году и в двух переводах: Михаила Загота и Андрея Куприна. В 2021 году Уильям ди Канцио написал сиквел под названием «Алек».

## Сюжет
Морис Холл предстаёт перед читателем 14-летним подростком во время дискуссии со школьным учителем о том, что такое секс и как происходят половые отношения между мужчиной и женщиной. Этот эпизод задаёт тон для остального повествования в романе. Мальчик не рассматривает брак с женщиной как цель в жизни и он понимает, что учитель не способен увидеть что-то ещё за пределами так называемой социальной нормы.
Став студентом Кембриджа, Морис испытывает эмоциональное и сексуальное пробуждение. Он влюбляется в своего товарища и друга по имени Клайв Дарем, который знакомит его с древнегреческими литературными произведениями о гомосексуальной любви. Но отношения между молодыми людьми никогда не доходят до секса. Через некоторое время Клайв заявляет, что намерен жениться. Форстер не оставляет сомнений, что брак этот будет несчастен, а сексуальная жизнь Клайва — безрадостна.
Морис становится старше. Бросив учёбу в университете, он получает хорошую работу в качестве биржевого маклера в лондонском Сити. По-прежнему испытывая сильную привязанность к своему другу, он принимает приглашение погостить в поместье Даремов. Здесь Морис знакомится с молодым лесником по имени Алек Скаддер, с которым через некоторое время становится близок. Но Алек, раздосадованный высокомерием Мориса, делает вид, что намерен шантажировать его. После непродолжительного периода выяснения отношений и после известия, что Алек может навсегда покинуть Англию и эмигрировать в Аргентину, Морис окончательно решает связать свою жизнь со Скаддером и «жить с ним долго и счастливо».
Морис в последний раз навещает Клайва, чтобы попрощаться и рассказать о своих новых отношениях. Тот поражён: такого развития событий Клайв явно не ожидал. Морис исчезает в лесу, чтобы вернуться к Алеку.

## Работа над романом
После публикации в 1910 году романа «Говардс-Энд» Форстер вступил в затяжной период творческого застоя. В дневнике (июнь 1911 года) он сетовал на пресыщенность предметом, о котором считается допустимым писать: речь шла о любви мужчин и женщин. В поисках выхода из кризиса он сблизился с Эдвардом Карпентером, который, как ему казалось в течение короткого времени, «имел отмычки к любой двери» (то есть знал ответы на все занимавшие его вопросы). 
Форстер вспоминал, что идея «Мориса» пришла к нему во время посещения дома, где Карпентер счастливо жил с Джорджем Меррилом. Последний по привычке слегка дотронулся до спины гостя чуть выше ягодиц. Импульс от этого, по словам Форстера, «пролетел по пояснице в мои идеи, не затронув мысли... в соответствии с йогическим мистицизмом Карпентера можно было бы сказать, что именно в этот момент я зачал». Хотя Форстер давал читать роман знакомым (преимущественно из числа гомосексуалов), при жизни он сопротивлялся его публикации.
Существуют две версии романа. На титульном листе первой рукописи рукой Форстера написано: «Публикабельно, но стоит ли того?» В этой версии фамилия Мориса была Хилл и присутствовал эпилог, разворачивающийся спустя несколько лет, где Алек и Морис, став лесорубами, продолжают счастливо жить вместе. Описывалась и встреча Мориса с его сестрой Китти, из которой следовало, что Морис отдалился от своей семьи, которая всё это время не знала о его местопребывании. Литтон Стрейчи (прообраз виконта Рисли в романе) в марте 1915 года раскритиковал «концовку в Шервудском лесу» как сказочную, посчитав более правдоподобным разрыв между Морисом и Алеком через полгода «главным образом из-за отсутствия общих интересов (следствие классовых различий)».
В 1932 году и в 1959—1960 годах автор отредактировал первоначальную версию, убрав вызвавший нарекания эпилог (хотя социальные и классовые различия не помешали ему самому в продолжение сорока лет состоять в отношениях с полицейским по имени Боб). Именно переработанный вариант и был опубликован в 1971 году. Признавая (в послесловии 1960 года), что финал романа не очень правдоподобен, а будущее отношений Мориса и Алека выглядит туманным, Форстер отказался оставить своих героев в конце книги несчастными. Первоначальный эпилог романа  прилагается к некоторым его изданиям.

## Оценки
Оптимистическая концовка «Мориса» резко контрастирует с господствовавшей даже ещё в середине XX века литературной традицией, которая требовала, чтобы однополые отношения либо высмеивались, либо заканчивались трагедией. Возможно, поэтому далеко не все критики приняли роман, когда он был наконец опубликован. «Таймз» назвала его самым слабым из всех романов Форстера, другие критики видели в «Морисе» поверхностную и тенденциозную иллюстрацию тезиса о возможности гомосексуала найти счастье в жизни. Маститый литературовед Фрэнк Кермоуд также счёл книгу малозначительной. Отмечалось, что начальные сцены кратки, скудны, бедны диалогами, да и весь роман производит впечатление ужатости. В своей достаточно благожелательной рецензии В. С. Притчетт посчитал Алека куда менее заурядным персонажем, чем «блёклый» Морис. 
Кристофер Ишервуд, обсуждавший роман с автором в начале 1930-х годов, посчитал его целомудренность (отсутствие эротических сцен) несколько старомодной, но вместе с тем назвал чудом создание в «прекрасную эпоху» книги, настолько опередившей своё время. По словам современного исследователя, уникальность романа в том, что, в отличие от остальных романов воспитания, «Морис» прослеживает, как вхождение героя в общество приводит его к решению жить за пределами этого  общества.